# Elección complementaria de Chile de enero de 1953
El 4 de enero de 1953 se realizó una elección parlamentaria complementaria para llenar la vacancia de un senador en la Cuarta Agrupación Provincial, compuesta por la provincia de Santiago, luego de la elección de Carlos Ibáñez del Campo como Presidente de la República el 4 de septiembre de 1952.
En la elección resultó vencedora la candidata del Partido Femenino, María de la Cruz Toledo, convirtiéndose en la primera mujer senadora en la historia de Chile.

## Candidatos
Debido a la insistencia de Ibáñez, la candidata del ibañismo—aglutinado en la Federación Nacional de Fuerzas Ibañistas— fue María de la Cruz Toledo del Partido Femenino de Chile, quien fue proclamada mediante un acto en el Teatro Caupolicán el 26 de octubre de 1952.
Humberto Mewes Bruna —excontralor general de la República entre 1946 y 1952, posterior presidente de la Vanguardia Nacional del Pueblo y precandidato presidencial en 1958 por el Partido del Trabajo— se presentó como candidato independiente, reuniendo 690 firmas e inscribiendo su candidatura el 30 de noviembre de 1952, mientras que el Partido Conservador Social Cristiano nominó al exdiputado y exalcalde de Santiago José Domínguez Echenique, quien fue proclamado por la mesa directiva de su colectividad el 28 de octubre de 1952.

## Resultados
Los resultados de la elección fueron:
|  | 51.50 % |

|  | 32.72 % |

|  | 15.77 % |

El resultado desagregado a nivel de departamento fue el siguiente:
|                        |         |        |        |
| Santiago (1° distrito) | 46 323  | 36 049 | 15 314 |
| Santiago (2° distrito) | 21 905  | 10 830 | 4514   |
| Santiago (3° distrito) | 25 078  | 15 969 | 8944   |
| Melipilla              | 3916    | 1086   | 1549   |
| San Antonio            | 3538    | 1831   | 812    |
| San Bernardo           | 3630    | 1887   | 657    |
| Maipo                  | 3195    | 698    | 1151   |
| Total                  | 107 585 | 68 350 | 32 941 |
| Fuente: La Nación.     |         |        |        |